# Ширбін
Ширбін (араб. شربين) — місто на півночі Єгипту, яке розташоване на території мухафази Дакахлія.

## Географія
Місто розташоване в центральній частині мухафази, на лівому березі Дам'єтського рукава Нілу (східна частина дельти), на відстані приблизно 16 кілометрів на північний схід від Ель-Мансури, адміністративного центру провінції. Абсолютна висота — 11 метрів над рівнем моря.

## Демографія
За даними перепису 2006 року чисельність населення Ширбіна становила 54 785 осіб.
Динаміка чисельності населення міста по роках:
| 1996   | 2006   |
| ------ | ------ |
| 46 926 | 54 785 |

## Економіка і транспорт
Основу економіки міста складає сільськогосподарське виробництво. Найближчий великий цивільний аеропорт — Міжнародний аеропорт Каїру.